# كينيث هارلان
كينيث هارلان (بالإنجليزية: Kenneth Harlan)‏ مواليد 26 يوليو 1895 في بوسطن، الولايات المتحدة - الوفاة 6 مارس 1967 في ساكرامنتو، الولايات المتحدة، هو ممثل أمريكي بدأ مسيرته الفنية سنة 1916. امتدت مسيرته الفنية لأكثر من 47 عاما.

## الأعمال
- ذا هودلوم
- سان فرانسيسكو
- بينرود وسام
- دومد تو داي
- غيرلز إن شينز

## روابط خارجية
- كينيث هارلان على موقع IMDb (الإنجليزية)
- كينيث هارلان على موقع ألو سيني (الفرنسية)
- كينيث هارلان على موقع أول موفي (الإنجليزية)
- كينيث هارلان على موقع قاعدة بيانات برودواي على الإنترنت (الإنجليزية)
- كينيث هارلان على موقع قاعدة بيانات الأفلام السويدية (السويدية)
- كينيث هارلان على موقع قاعدة بيانات الفيلم (الإنجليزية)
- كينيث هارلان على موقع كينوبويسك (الروسية)